# Весёлый (Тбилисский район)
Веселый — хутор в Тбилисском районе Краснодарского края.
Входит в состав Ванновского сельского поселения.

## География
Расположен на реке Зеленчук 2-й.
Улицы
- ул. Западная,
- ул. Красная,
- ул. Набережная,
- ул. Шоссейная.

## Население
| 2002 | 2010 |
| ---- | ---- |
| 132  | ↘106 |